# Société sportive d'aviron Castreña
La Société sportive d'Aviron Castreña (castreña est le gentilé castillan de Castro-Urdiales) est un club sportif cantabre qui a été fondé par la Société sportive d'aviron Castro-Urdiales pour pouvoir participer avec deux équipages pendant les championnats devant se tenir en Cantabrie.

## Présentation
Il a participé aux régates dans toutes les catégories et disciplines de banc fixe, principalement en batels et trainerillas.
Il a son siège dans le pavillon des activités nautiques de Castro-Urdiales.
Il a gagné plusieurs régates de trainerillas en 2006, et en 2008 il est proclamé champion d'Espagne de Batels.